# U.S.S.R. (сингл)
«U.S.S.R.» — дебютный сингл английского певца Эдди Хантингтона, выпущенный в 1986 году под лейблом Esquire.
Песня заняла 23-е место в чарте Германии и 6-е в чарте Швейцарии.
Позже песня появилась в единственном студийном альбоме Хантингтона «Bang Bang Baby», выпущенном студией ZYX Records в 1989 году.

## О сингле
Сингл «U.S.S.R.» был записан в 1986 году в студии ZYX Records, и в том же году вышел в свет. В первые же дни песня обрела большую популярность по всей Европе и принесла Эдди большую известность. Сингл занял шестую строчку в хит-параде Швейцарии и № 23 в сводном хит-параде Германии. При этом он имел широкую популярность не только в капиталистических странах Европы, но и в самом СССР, а в некоторых странах композиция известна и по сей день. Впрочем, в то время шло сближение СССР со странами Запада. Сингл «U.S.S.R.» стал самым успешным хитом Эдди Хантингтона. Ни одна из его последующих песен не смогла повторить успех этого сингла. Концерты Хантингтона с исполнением «U.S.S.R.» и по сей день имеют немалую популярность в России.

### Трек-лист и форматы
- 7-дюймовый сингл для Италии

A. «U.S.S.R.» — 3:24
B. «You (Excess) Are» — 3:43
- 12-дюймовый макси-сингл для Италии

A. «U.S.S.R.» — 5:53
B. «You (Excess) Are» — 5:20

## Участники
Эдди Хантингтон — вокал
Том Хукер — автор песен
Майкло Кьерегато — автор песен, продюсер
Роберто Туратти — автор песен, продюсер
Седрик Битти — звукорежиссёр
Титры и кадры взяты из альбома «Bang Bang Baby» и 7-дюймового сингла «Liner Notes».